# Monterrey Open 2014
Monterrey Open 2014 — жіночий тенісний турнір, що проходив на відкритих кортах з твердим покриттям. Це був 6-й за ліком Monterrey Open. Належав до серії International у рамках Туру WTA 2014. Відбувся в Club Sonoma в Монтерреї (Мексика). Тривав з 31 березня до 6 квітня 2014 року.

## Очки і призові гроші

### Розподіл очок
| Дисципліна       | П   | Ф   | ПФ  | ЧФ | 1/8 | 1/16 | Q   | Q3  | Q2  | Q1  |
| Одиночний розряд | 280 | 180 | 110 | 60 | 30  | 1    | 18  | 14  | 10  | 1   |
| Парний розряд    | 280 | 180 | 110 | 60 | 1   | Н/Д  | Н/Д | Н/Д | Н/Д | Н/Д |

### Розподіл призових грошей
| Дисципліна       | П        | F       | ПФ      | ЧФ     | 1/8    | 1/16   | Q3     | Q2     | Q1   |
| Одиночний розряд | $111,389 | $55,435 | $29,270 | $8,502 | $4,770 | $2,774 | $1,448 | $1,052 | $764 |
| Парний розряд    | $17,724  | $9,222  | $4,950  | $2,623 | $1,383 | Н/Д    | Н/Д    | Н/Д    | Н/Д  |

## Учасниці основної сітки в одиночному розряді

### Сіяні
| Країна      | Гравчиня             | Рейтинг* | Сіяна |
| ----------- | -------------------- | -------- | ----- |
| Італія      | Флавія Пеннетта      | 12       | 1     |
| Сербія      | Ана Іванович         | 13       | 2     |
| Данія       | Каролін Возняцкі     | 18       | 3     |
| Бельгія     | Кірстен Фліпкенс     | 23       | 4     |
| Іспанія     | Гарбінє Мугуруса     | 34       | 5     |
| Словаччина  | Магдалена Рибарикова | 36       | 6     |
| Італія      | Карін Кнапп          | 50       | 7     |
| Пуерто-Рико | Моніка Пуїг          | 58       | 8     |

- Рейтинг станом на 17 березня 2014

### Інші учасниці
Нижче наведено учасниць, які отримали вайлд-кард на участь в основній сітці:
- Кірстен Фліпкенс
- Хімена Ермосо
- Марсела Сакаріас

Нижче наведено гравчинь, які пробились в основну сітку через стадію кваліфікації:
- Джулія Босеруп
- Даліла Якупович
- Луксіка Кумхун
- Александра Возняк

### Знялись з турніру
До початку турніру
- Вікторія Азаренко (травма пальця) → її замінила  Джоанна Конта
- Надія Кіченок → її замінила  Йована Якшич
- Менді Мінелла (набряк на руці)[1] → її замінила  Тадея Маєрич
- Лора Робсон → її замінила  Ольга Пучкова

### Знялись
- Моріта Аюмі (запаморочення)

## Учасниці основної сітки в парному розряді

### Сіяні
| Країна   | Гравчиня           | Країна   | Гравчиня           | Рейтинг1 | Сіяна |
| -------- | ------------------ | -------- | ------------------ | -------- | ----- |
| Угорщина | Тімеа Бабош        | Білорусь | Ольга Говорцова    | 93       | 1     |
| Канада   | Габріела Дабровскі | Грузія   | Оксана Калашникова | 107      | 2     |
| Хорватія | Дарія Юрак         | США      | Меган Мултон-Леві  | 110      | 3     |
| Японія   | Кіміко Дате        | Чехія    | Кароліна Плішкова  | 140      | 4     |

- Рейтинг станом на 17 березня 2014

### Інші учасниці
Нижче наведено пари, які отримали вайлдкард на участь в основній сітці:
- Алехандра Кіснерос /  Каміла Фуентес
- Вікторія Родрігес /  Марсела Сакаріас

### Відмовились від участі
Під час турніру
- Кіміко Дате (травма правої ноги)

## Переможниці

### Одиночний розряд
- Ана Іванович —  Йована Якшич 6–2, 6–1

### Парний розряд
- Дарія Юрак /  Меган Мултон-Леві —  Тімеа Бабош /  Ольга Говорцова 7–6(7–5), 3–6, [11–9]